# 延历仪式帐
延历仪式帐（日语：延暦儀式帳）是平安时代的两本关于伊势神宫两大正宫的仪式书的总称：关于皇大神宮（内宮）的《皇太神宮儀式帳》和关于豐受大神宮（外宮）的《止由气宮仪式帐》。
桓武天皇笃敬伊势神宫，两社的禰宜、大内人等奉其命开始编纂。两书从皇大神宮和豊受大神宮经过神祇官提交至太政官，最终成书于延历23年（804年）。是現存最早的关于伊勢神宮的记载。
书中详细记载了伊勢神宮内、外宮的規模，每年的年度祭祀和遷宮等臨時祭祀等活动，还有《延喜式》巻四《太神宮式》成书以前的神宮旧儀，以及不见于記紀神話中神明供奉历史，是了解平安時代初期伊勢神宮諸多儀式的重要史料。
《皇太神宮儀式帳》共1巻23条，《止由气宮儀式帳》共1巻9条，帳末还有不见于前者的“神祇官検”印。

## 脚注
1. ↑  神社本庁監修『神社のいろは 続』扶桑社(2013),56頁
2. 1 2  ,   [2021-08-16], （原始内容存档于2024-08-03）
3. 1 2  國學院大學日本文化研究所編『神道事典』弘文堂(1999),571頁
4. ↑  ,   [2021-08-16], （原始内容存档于2024-03-11）
5. ↑  : 4,   [2021-08-16], （原始内容存档于2024-08-03）
6. ↑  ,   [2021-08-16], （原始内容存档于2024-01-26）